# Ляховичи (Гомельская область)
Ляховичи (бел. Ляхавічы) — деревня в Червоненском сельсовете Житковичского района Гомельской области Белоруссии.

## География

### Расположение
В 26 км на север от районного центра и железнодорожной станции Житковичи (на линии Лунинец — Калинковичи), 259 км от Гомеля.

## Гидрография
На юге мелиоративные каналы, на севере озеро Червоное.

## Транспортная сеть
Транспортные связи по просёлочной, затем автомобильной дороге Морохорово — Любань. Планировка состоит из криволинейной широтной улицы, к которой с юга присоединяется криволинейная улица. Застройка двусторонняя, неплотная, деревянная, усадебного типа.

## История
Согласно письменных источников известна с XVI века как деревня в Новогрудском воеводстве Великого княжества Литовского. После 2-го раздела Речи Посполитой (1793 год) в составе Российской империи. В 1795 году во владении Ходкевичей. В 1885 году действовали церковь, часовня. Кроме земледелия жители занимались рыбной ловлей, торговали рыбой в Минске, Житомире, Слуцке и друргих городах. Помещик Розальский владел здесь и в окрестностях в 1874 году 14 646 десятинами земли. Согласно переписи 1897 года село, находились церковь, хлебозапасный магазин, 2 ветряные мельницы, трактир. В 1917 году рядом находился одноимённый фольварк.
В 1919 году в наёмном доме открыта школа. С 20 августа 1924 года к 16 июля 1954 года центр Ляховичского сельсовета Житковичского района Мозырского округа (до 26 июля 1930 года и с 21 июня 1935 года до 20 февраля 1938 года), с 20 февраля 1938 года Полесской, с 8 января 1954 года Гомельской областей. В марте 1928 года организован колхоз «Белоруский коммунар», затем — колхоз имени М. В. Фрунзе, работала кузница. В 1932 году построено новое здание для начальной школы. Во время Великой Отечественной войны на озеро Червоное зимой размещался партизанский аэродром, на котором садились самолеты из-за линии фронта. В январе 1943 года некоторое время в деревне базировались партизаны соединения С. А. Ковпака. В феврале 1943 года немецкие каратели полностью сожгли деревню и убили 49 жителей. 90 жителей погибли на фронте. Согласно переписи 1959 года в составе колхоза «Заря» (центр — деревня Пуховичи). Действуют клуб, библиотека.

## Население

### Численность
- 2004 год — 112 хозяйств, 187 жителей.

### Динамика
- 1795 год — 41 двор.
- 1885 год — 44 двора, 276 жителей.
- 1897 год — 72 двора, 516 жителей (согласно переписи).
- 1908 год — 145 дворов, 745 жителей.
- 1917 год — 848 жителей.
- 1940 год — 182 двора, 603 жителя.
- 1959 год — 566 жителей (согласно переписи).
- 2004 год — 112 хозяйств, 187 жителей.